# Mario Rivera Campesino
Mario Rivera Campesino (Madrid, España, 13 de agosto de 1977) es un entrenador de fútbol español. Actualmente está sin club.

## Trayectoria
Mario obtuvo el título nacional de entrenador en 2006 además de ser Licenciado en Educación Física. Mario Rivera comenzó entrenando en las categorías inferiores del CD Leganés en las que entrenó durante 7 años, llegando a entrenar al Juvenil A División de Honor durante las temporadas 2007-2008 y 2008-2009.  Más tarde, dirigiría a equipos como Betis San Isidro y San Martín de la Vega de Territorial Preferente, además pasaría a colaborar con la cantera del Atlético de Madrid y durante la temporada 2011-2012 trabajaría en el cuerpo técnico del Club Atlético de Madrid "C".
En 2013 sería entrenador del Unión Collado Villalba de la Tercera División de España con el que jugó los play-off de ascenso a Segunda B. Durante la temporada 2013-2014 dirigiría al Club Deportivo Los Yébenes san Bruno de la misma categoría. En la temporada 2016-2017 formó parte del cuerpo técnico de Igor Gordobil en la SD Leioa de Segunda División B.
Desde enero de 2018 a junio de 2018 sería entrenador de la selección de fútbol sub-21 de Brunéi, para el Trofeo Hassanal Bolkiah. Durante la temporada 2018-19, se convierte en segundo entrenador de Alejandro Menéndez en el East Bengal FC de la Superliga de India, con el que sería subcampeón de la liga.
En verano de 2019 abandona el club indio al que regresaría en enero de 2020, tras la renuncia de Alejandro Menéndez al banquillo del conjunto indio. El 23 de enero de 2020 firma como entrenador del East Bengal FC de la Superliga de India hasta el final de la temporada. Rivera dirige al East Bengal FC durante 9 partidos, hasta mayo de 2020.
El 1 de enero de 2022, regresa al conjunto indio del East Bengal FC de la Superliga de India, tras la destitución de Manolo Díaz, siendo ésta su segunda experiencia en el banquillo del club de Calcuta.
El 20 de septiembre de 2022, firma como entrenador de la selección de fútbol de Brunéi y regresó a Brunéi cuatro años después de entrenar a la sub-21. En junio de 2024, dejó su cargo en el seleccionado asiático.

## Clubes
| Club                                        | País                | Año       |
| ------------------------------------------- | ------------------- | --------- |
| CD Leganés juvenil A                        | Bandera de España   | 2007-2009 |
| Betis San Isidro                            | Bandera de España   | 2009-2010 |
| San Martín de la Vega                       | Bandera de España   | 2010-2011 |
| Club Atlético de Madrid "C" (staff técnico) | Bandera de España   | 2011-2012 |
| Unión Collado Villalba                      | Bandera de España   | 2013      |
| CD Los Yébenes San Bruno                    | Bandera de España   | 2013-2014 |
| SD Leioa (staff técnico)                    | Bandera de España   | 2016-2017 |
| Selección de fútbol sub-21 de Brunéi        | Bandera de Brunéi   | 2018      |
| East Bengal FC (2.º entrenador)             | Bandera de la India | 2018-2019 |
| East Bengal FC                              | Bandera de la India | 2020      |
| East Bengal FC                              | Bandera de la India | 2022      |
| Selección de fútbol de Brunéi               | Bandera de Brunéi   | 2022-2024 |